# П'ятірка за літо
«П'ятірка за літо» (рос. «Пятёрка за лето») — радянський художній фільм 1974, знятий на кіностудії «Ленфільм».

## Сюжет
У піонерському таборі відпочивали двоє хлопчиків — сором'язливий і тихий Толя Єремєєв і різкий, владний Саша Бурцев. І завжди виходило так, що за хороші вчинки Толі вся слава діставалася Сашку.

## У ролях
- Андрій Дмитрієв —  Толя Єремеєв
- Михайло Семенов —  Саша Бурцев
- Георгій Штиль —  Віктор Іванович Курнаков
- Віктор Сергачов —  Сергій Миколайович Єфремов, начальник табору
- Марина Баїкіна —  Валентина Тузова
- Борис Фоменко —  Данилов
- Віктор Бельшов —  Козлов
- Віктор Михайлов —  юннат
- Леонід Неведомський —  алкоголік-грабіжник
- Леонід Бронєвой —  кухар, який говорить віршами
- Григорій Острін —  Крохальов, капітан міліції
- Віра Титова —  нянечка
- Олег Хроменков —  Петро Захарович Пугачов
- Віктор Перевалов —  Тихонов, сержант міліції
- Олена Аржанік —  Аржанік
- Борис Льоскин —  епізод
- Світлана Кірєєва —  мама Саші
- Галина Чигинська —  мама Толі

## Знімальна група
- Режисер:  Леонід Макаричев
- Автор сценарію:  Валерій Попов
- Оператор:  Микола Покопцев
- Композитор:  Станіслав Пожлаков
- Художник-постановник:  Олексій Рудяков